# Czerwonka (dopływ Kamienicy)
Czerwonka – niewielki, bystry potok, prawy dopływ Kamienicy. Wypływa z zachodnich stoków grzbietu łączącego Magorzycę z Gorcem. Jego źródło znajduje się na wysokości ok. 890 m n.p.m. Zasilany jest przez kilka cieków. Uchodzi do Kamienicy na przysiółku Rzeki, na wysokości ok. 680 m, poniżej budynku leśniczówki. Na mapie Geoportalu potok nie ma nazwy.
Według regionalizacji Jerzego Kondrackiego wzdłuż potoku Czerwonka, na odcinku od jego ujścia po płytką przełęcz 850 m pomiędzy Magorzycą a Gorcem przebiega granica pomiędzy Gorcami a Beskidem Wyspowym.
Wzdłuż dolnej części potoku prowadzi znakowany szlak turystyczny. Przy szlaku tym znajduje się duża atrakcja geologiczna – pod nogami trafiają się czasami okruchy skał wapiennych, które we fliszu karpackim budującym Gorce i Beskid Wyspowy są wielką rzadkością. Są to wapienie głębokomorskie, tzw. turbditowe, które powstały w górnej kredzie i paleogenie. Czasami można na nich zauważyć wijące się chodniki – są to korytarze wydrążone przez żywe organizmy przed milionami lat.
Cała zlewnia potoku znajduje się w obrębie miejscowości Zasadne w województwie małopolskim, w powiecie limanowskim, w gminie Kamienica. Jedynie samo ujście znajduje się na granicy miejscowości Zasadne i Lubomierz (przysiółek Rzeki).

## Szlak turystyczny
– niebieski z Rzek przez Nową Polanę na Gorc. 2 h, ↓ 1:10 h, deniwelacja 510 m.